# PRTR制度
PRTR制度（ぴーあーるてぃーあーるせいど）は、有害性が疑われる化学物質が、どこから、どのくらい、環境（大気・水域・土壌など）中へ排出されているか（排出量）、廃棄物などとして移動しているか（移動量）を把握し、集計・公表する仕組み。事業者の化学物質管理を促進したり、化学物質リスクコミュニケーションの基礎資料となったりして、環境中の化学物質のリスク低減を目的とする。
PRTRとはPollutant Release and Transfer Registerの略であり、化学物質排出移動量届出制度、環境汚染物質排出移動登録制度などと訳されている。

## 各国の取り組み
本制度は、2006年10月現在、欧米、韓国において導入されている。制度の趣旨、対象物質などには国によって違いがあり、重視する事項が環境への影響であったり、事業者による化学物質の適正管理であったりする。前者は欧州型、後者は米国型と表現することもできよう。なお、日本版の本制度の内容は、両者の中間的なものとなっている。

### 日本
日本においては、1999年に「特定化学物質の環境への排出量の把握等及び管理の改善の促進に関する法律」（PRTR法、化管法、化学物質排出把握管理促進法）として法制化された。なお、この法律によって導入された制度のもう一つの大きな柱にSDS制度がある。
日本のPRTRにおいては、政令で指定された物質（462種類）を年間1トン（発癌性のある15物質（特定第1種指定化学物質）については0.5トン）以上取り扱う事業所で、業種や従業員数などの要件に合致するものについて、その事業所を持つ事業者は、指定の物質の排出量・移動量を届け出ることが義務付けられている。国はその届出を集計するとともに、届出対象外の排出源（非対象業種、小規模事業所、家庭、自動車など）からの排出量を推計し、これを公表している。また、個別事業所の届出値も公表されている。
対象物質は特定化学物質の環境への排出量の把握等及び管理の改善の促進に関する法律における特定化学物質の一覧を参照。
一部の地方自治体においても、PRTR法と同等の条例などが制定され、あるいはその上乗せ・横出しが行われている。さらに、地方自治体が独自に集計・推計したデータの公表も、法律に基づく義務ではないものの、全国で行われている（周知に努めることと法律で定められている）。
第1回届出の集計結果として、2001年度実績の排出量データが2003年3月に公表され、以後毎年公表が行われている。2006年度（2005年度実績）の届出における国内の年間排出量（全排出先についての合計）の上位4物質は以下のとおりであり、届出開始以来順位は同じである。
1. トルエン……106 kt / 年
2. キシレン……45 kt / 年
3. 塩化メチレン……22 kt / 年
4. エチルベンゼン……15 kt / 年

PRTR法は従来の公害関連法令とは異なり、規制という手法を含まない。罰則を設けているのも、事業者が届出義務に違反した場合などであり、排出量または移動量の大小については、規定上、何らの制限もない。しかし、行政による公表とその内容に対する市民の評価といった社会的な圧力等により、結果として、事業者の化学物質の管理の改善、ひいては化学物質のリスクの低減を狙いとしている。ただし、ここで言うリスクとは、あくまで「物質の環境リスク」であって、日常会話で使われる意味でのリスクとは必ずしも同じでない。
PRTR法が対象とする物質は、詳細なリスク評価が未だなされていないものもある（ダイオキシン類などの一部の物質を除く。）。その理由は、「リスクの不明な無数の物質への対策もする」という考え方があるため。基本的なリスク評価が終了し、かつ問題のある物質について、環境基準などを制定するなどの対応が執られている。また、放射性物質は他法令による規制があるため、PRTR法の対象外である。